# 도이체 포스트
도이체 포스트(독일어: Deutsche Post AG)는 독일을 대표하는 우편 및 물류 전문 회사이다.

## 역사
독일 정부는 1990년부터 국유 산업의 재검토를 추진하였으며, 1995년에는 국유였던 독일연방우정을 도이치 텔레콤 주식회사와 도이체 포스트 뱅크 주식회사, 독일우정 주식회사로 분할해 민영화시켰다. 이후 적자였던 독일우정은 회장인 클라우스 줌빙켈에 의해 흑자 기업으로 탈바꿈한다. 이후 1997년에는 문구 회사 McPaper를 인수했고, 2002년에는 국제 물류 회사 DHL을 100% 자회사화하였다. 그 외에도 지속적으로 미국이나 네덜란드, 이탈리아 등의 대기업을 인수하였다. 독일 정부의 협력으로 이익도 증가하고 있다.
지금은 세계 최고의 물류 기업을 목표로 하고 있다.

## 같이 보기
- 일본의 우정민영화: 독일 우정의 민영화 성공 사례를 인용하는 경우가 많다.